# セネガ
セネガ（摂涅瓦、英: senega、学名: Polygala senega）はヒメハギ科の多年草。

## 特徴
北アメリカに自生する多年生草本。花期は6月頃で白い蝶形花を咲かせる。

## 生薬
日本薬局方においては本種または変種のヒロハセネガ（P. senega var. latifolia）の根を生薬・セネガとしている。日本ではヒロハセネガを北海道、兵庫県、京都府などで栽培している。
セネガには去痰作用があり、セネガシロップとして使う他、龍角散、改源咳止液Wなどに配合される。
元々はアメリカインディアンのセネガ族がガラガラヘビに咬まれた時、応急に用いたものである。しかし、そのような効果は期待できず、迷信と思われる。

セネガ根のセネガサポニン(senegasaponin)類には小腸でのグルコースの吸収抑制等による血糖値上昇抑制活性が認められた。